# Stato da Mar
Stato da Mar (o Domini da Mar) è il termine con cui la Repubblica di Venezia indicava i suoi domini marittimi, cioè i territori oggetto del primo moto d'espansione del potere veneziano. Esso costituiva una delle tre ripartizioni territoriali in cui era suddivisa la Serenissima, insieme al Dogado (con la capitale Venezia) e allo Stato da Tera.
Ne fecero parte, in momenti storici differenti, l'Istria, la Dalmazia, l'Albania Veneta (tra gli odierni Montenegro e Albania), la Morea (ovvero il Peloponneso), le Isole egee, le Isole ionie, Candia (ovvero l'isola di Creta), Cipro.

## Storia

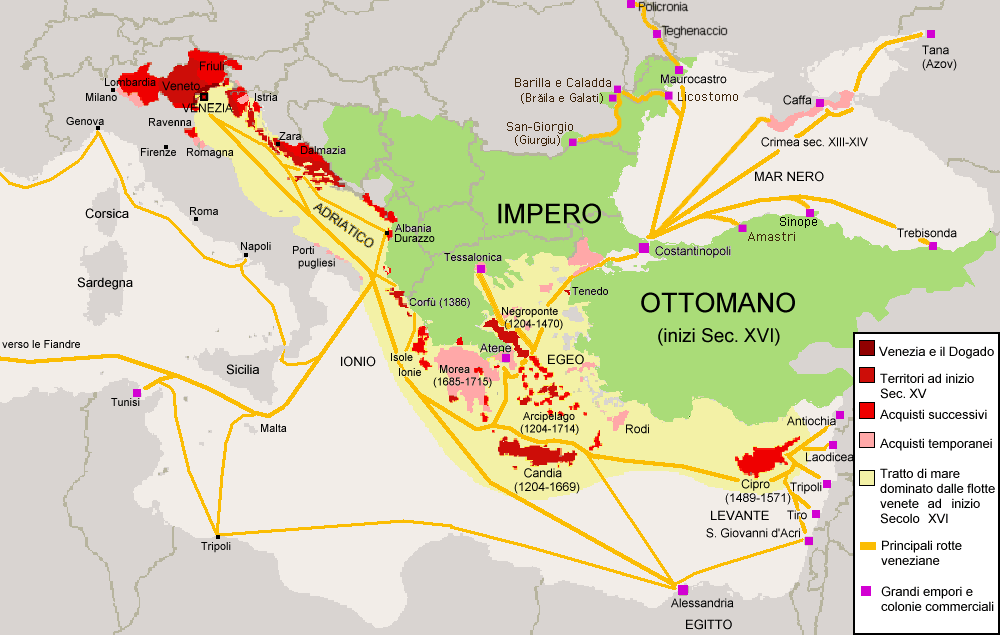
La rete commerciale e i possedimenti veneziani dello Stato da Mar nel Mediterraneo orientale

La creazione dei domini coloniali veneziani venne avviata attorno al 1000 con la conquista della Dalmazia e raggiunse la sua massima espansione al termine della quarta crociata con l'acquisizione di tre ottavi dell'Impero romano d’Oriente.
In seguito, sotto la crescente pressione ottomana, tali territori furono molto ridimensionati; all'epoca della caduta della Repubblica di Venezia (1797), lo Stato da Mar comprendeva Istria, Dalmazia, Albania veneta e Isole ionie.

## Caratteristiche
Ancora nel Quattrocento l'insieme dei possedimenti marittimi veneziani risultava eterogeneo e incoerente. Ogni territorio o insediamento si qualificava diversamente a seconda della storia pregressa, delle modalità di acquisizione, della localizzazione geografica e delle strutture economiche e sociali. Questa configurazione pluralistica rendeva l'impero coloniale veneziano una sorta di commonwealth marittimo più che un dominio territoriale compatto e coeso.
Nonostante le differenze che intercorrevano tra ciascun possedimento, essi erano accomunati dalla potenzialità strategica che rivestivano per i traffici commerciali nel Mediterraneo e nel Levante. Il sistema coloniale veneziano poteva essere anche ripartito grossomodo in tre categorie: i territori balcanico-adriatici; i domini greci e dell'Egeo; i quartieri e le stazioni commerciali presenti nei principali mercati del Levante.

## Amministrazione

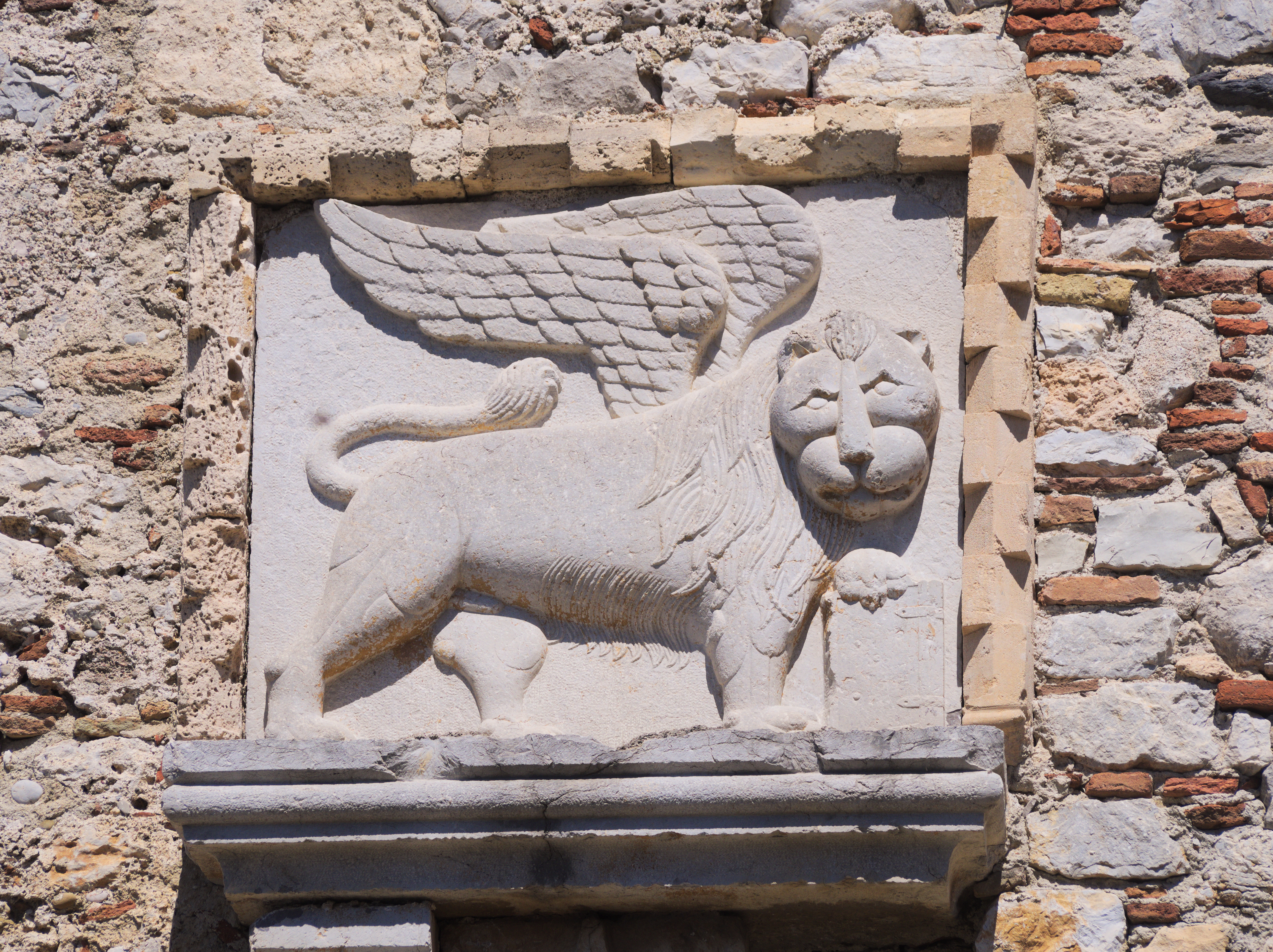
Leone marciano a Nauplia

I domini veneziani dello Stato da Mar erano amministrati da un complesso sistema di funzionari, la cui organizzazione venne più volte modificata nel tempo al mutare delle esigenze. In totale Venezia dominava le colonie adriatiche piuttosto tramite funzionari e nobili alleati o insediati, mentre le colonie dell'Egeo furono feudalizzate e colonizzate dando feudi a migliaia di veneziani.
La sovranità di Venezia sui possedimenti coloniali era determinata da relazioni bilaterali con ciascuno dei territori assoggettati. La Repubblica infatti permetteva forme limitate di autogoverno e il mantenimento del diritto locale, in cambio del riconoscimento della superiorità veneziana, che veniva esercitata solitamente nella giustizia, nella difesa, nell'ordine pubblico e nell'imposizione fiscale.
Ciascun territorio suddito inviava le proprie richieste alla dominante tramite capitoli, i quali potevano essere accettati, modificati o rifiutati dal potere centrale, a seconda che ledessero o meno i propri interessi e prerogative. Il risultato di queste negoziazioni veniva confermato in patti, i quali sancivano la legittimità e la supremazia del dominio veneziano, pur nel rispetto dell'ordine sociale e politico preesistente.

### Costantinopoli
Il più importante tra tutti questi funzionari era quello residente a Costantinopoli. Dal 1204 al 1261 il Podestà della colonia di Costantinopoli, cioè del quartiere veneziano della città, separato da mura e affacciato sul Corno d'Oro, era il rappresentante del governo in tutta la Romània: assistito da un consiglio di sei membri, da 5 giudici e 2 camerarii (per le questioni economiche), da lui dipendevano tutti i cittadini veneziani in oriente, tutti i possedimenti e le colonie compresa Candia.
Dal 1277 il governatore della colonia di Bisanzio fu denominato Bailo di Costantinopoli con durata biennale della carica e, dal 1322, giurisdizione su tutto l'oriente esattamente come in precedenza il podestà.
In generale i Baili erano ambasciatori residenti con autorità su una colonia principale e sui cittadini veneziani presenti nella nazione. Baili veneziani risiedevano in tutti i principali paesi mediterranei. Nel tempo tali figure scomparvero progressivamente, sostituite da ambasciatori inviati e da altri funzionari residenti, i Consoli, con giurisdizione sulle colonie di cittadini veneziani all'estero. Solo il caso di Costantinopoli sopravvisse fino alla fine della Repubblica.

### Domini feudali
Venezia, nelle prime fasi dell'espansione, immediatamente dopo la quarta crociata organizzò parte dei suoi domini secondo le modalità del rapporto feudale di signoria-vassallaggio in uso presso i suoi alleati Franchi e il nuovo Impero latino.
In tal modo la Repubblica incentivava l'intervento privatistico delle grandi famiglie patrizie nelle nuove colonie, garantendosi dunque un controllo indiretto delle stesse: suo interesse non era infatti tanto il dominio territoriale, quanto la disponibilità di basi numerose e sicure per la flotta e il controllo delle rotte commerciali.
Tutti questi territori erano poi legati alla madrepatria dall'obbligo di omaggio a Venezia e dall'impegno a favorirne assolutamente il commercio. Nacquero così:
- i feudi di Corfù (1205-1214);
- il Ducato di Durazzo (1205-1215);
- il Ducato di Nasso (1207-1566);
- i feudi di Cefalonia e Zante (1209), appartenenti alla Contea palatina di Cefalonia, Itaca e Zante;
- i Marchesati di Cerigo e Cerigotto (1210);
- la Signoria di Negroponte (1211-1470), ovvero l'intera isola d'Eubea;
- il Ducato di Candia (1212-1669), ovvero l'intera isola di Creta;
- il Granducato di Lemno.

### Amministrazione centrale
In tale organizzazione figure particolari erano i castellani, titolo con cui erano designati i governatori militari delle fortezze, come le due importanti città di Corone e Modone, principali basi d'accesso per il controllo dell'Egeo e definite Venetiarum Ocellae (gli occhi di Venezia).
Nel tempo comunque il sistema amministrativo veneziano finì per centralizzarsi e strutturarsi sulla figura dei Provveditori, funzionari della Repubblica inviati nei territori sotto la diretta amministrazione di Venezia (ad esempio la Morea fu retta da provveditori nel periodo 1685-1715, mentre a Corfù si stabiliva il Provveditore Generale da Mar).
La ripartizione amministrativa dei possedimenti coloniali era così distribuita:
- Capitanato di Zara
- Reggimenti di Almissa, Arbe, Brazza, Capodistria, Cattaro, Cefalonia, Cerigo, Cherso, Corfù, Curzola, Lesina, Macarsca, Montona, Muggia, Nona, Pago, Parenzo, Parga, Pirano, Pola, Prevesa, Rovigno, S. Maura, Sebenico, Spalato, Traù, Umago, Veglia, Vonizza, Zacinto (oggi meglio conosciuta come Zante).
- Signoria autonoma di Cerigotto.